# Stenellipsis albosignata
Stenellipsis albosignata es una especie de escarabajo longicornio del género Stenellipsis, tribu Acanthocinini, subfamilia Lamiinae. Fue descrita científicamente por Breuning en 1938.

## Descripción
Mide 4 milímetros de longitud.

## Distribución
Se distribuye por Nueva Caledonia.